# استون كلينتون (باكينجهامشير)
استون كلينتون (بالإنجليزية: Aston Clinton)‏ هي قرية وأبرشية مدنية تقع في المملكة المتحدة في إنجلترا. يقدر عدد سكانها بـ 3,682 نسمة .

## أعلام
- بوب مورتون